# Over the Garden Wall (film fra 1919)
Over the Garden Wall er en amerikansk stumfilm fra 1919 af David Smith.

## Medvirkende
- Bessie Love som Peggy Gordon
- Myrtle Reeves som Frances Gordon
- Willis Marks som Matthew Gordon
- Jim Blackwell som Julius Caesar Jackson
- Edward Hearn som Stanley Davis